# Asparagus pearsonii
Asparagus pearsonii är en sparrisväxtart som beskrevs av Pauline Kies. Asparagus pearsonii ingår i släktet sparrisar, och familjen sparrisväxter. Inga underarter finns listade i Catalogue of Life.